# Leuserberg
De Leuserberg (Indonesisch: Gunung Leuser) is met een hoogte van 3.381 meter de hoogste berg in de Indonesische provincie Atjeh. De berg bevindt zich in het nationaal park Gunung Leuser.
De omgeving rondom de Leuserberg maakt sinds 2004 deel uit van UNESCO Tropisch regenwoud van Sumatra Werelderfgoedlijst.